# جیجاق گلوسیاه
جیجاق گلوسیاه(نام علمی: Cyanolyca pumilo) نام یک گونه از سرده کبودجیجاق‌های کوچک است.